# Héctor Canjura
Héctor Aarón Canjura Astorga (San Salvador, 15 luglio 1976) è un ex calciatore salvadoregno, di ruolo centrocampista.

## Caratteristiche tecniche
Centrocampista centrale, poteva giocare anche come trequartista o come centrocampista destro.

## Carriera

### Nazionale
Ha debuttato in Nazionale il 7 luglio 2000, nell'amichevole Guatemala-El Salvador (1-0). Ha messo a segno la sua prima rete con la maglia della Nazionale il 25 maggio 2001, in El Salvador-Panama (2-1), siglando la rete del momentaneo 2-0 al minuto 83. Ha partecipato, con la Nazionale, alla CONCACAF Gold Cup 2002. Ha collezionato in totale, con la maglia della Nazionale, 13 presenze e una rete.

## Palmarès

### Club

#### Competizioni nazionali
- Campionato salvadoregno di calcio: 2

Luis Ángel Firpo: 1998-1999, 1999-2000